# Dontostemon pinnatifidus
Dontostemon pinnatifidus là một loài thực vật có hoa trong họ Cải. Loài này được (Willd.) Al-Shehbaz & H.Ohba mô tả khoa học đầu tiên năm 2000.